# Ахајци (племе)
Ахајци (стгрч. Ἀχαιοί) су били припадници једнога од четири главна племена на која су се дјелили становници античке Грчке, уз Еолце, Јонце и Дорце. Према оснивачком миту који је забиљежио Хесиод, име су добили по Ахају, митском утемељивачу ахајског племена, који је наводно био један од синова Ксута и Јонов брат, оснивача јонског племена. Ксут је био Хеленов син, митског претка грчко (хеленског) народа.
Историјски гледано, припадници ахајског племена су насељавали област Ахаје на сјеверном Пелепонезу. Они су се појавили на самом југу Балканског полуострва отприлике у време када су на Криту грађене најстарије палате, крајем 3. или почетком 2. миленијума пре нове ере. Ахајци који су се доселили у Грчку основали су низ мањих краљевина на полуоству Пелепонез и у средњој Грчкој. Њиховом брзом напретку и развоју доприносио је снажан утицај минојске цивилизације. Археолошка истраживања, која је 1876. године спровео немачки истраживач Хајнрих Шлиман, показала су да је Микена била средиште једне од најмоћнијих ахајских краљевина. Били су веома важан фактор у колонизацији јужне Италије, гдје су 710. п. н. е. основали град Кротон, који је касније постао мјесто у коме је основана питагорејска школа античке филозофије. За разлику од осталих племена (Еолаца, Јонаца и Дораца), Ахајци у класичном добу нису говорили посебним дијалектом, већ су користили један облик дорског дијалекта.

## Поријекло
Питање поријекла и настанка Ахајаца је још увијек предмет расправа. Није познато да ли су дошли са севера или истока. Њихово насељавање одвијало се у таласима и трајало је неколико векова.Хомер појам „Ахајци“ користи у Илијади да би означио све Грке у Тројанском рату, а вјерује се да тај еп описује догађаје из микенског доба, дакле прије 1100. п. н. е. Међутим, нема доказа да су и сами Грци у микенском добу за себе користили тај израз. Појам Ahhiyawa, који се може наћи у хетитским списима из 13. вијека п. н. е., можда се односио на Ахајце, односно на Грке из микенског доба, али ни за ову теорију не постоје поуздани докази. Емил Форер је отишао тако далеко да је чак тврдио постојало неко „велико царство“ које се звало Ahhiyawa и које је стајало раме уз раме са оријенталним државама старог вијека. Међутим, са његовим закључцима се нису сложили каснији испитивачи, на примјер Фердинанд Сомер.
У класичном добу заједнички назив за Грчке је био „Хелени“, што је можда одјек оснивачког мита према коме је митски Хелен утемељивач грчког народа. Међутим, у Илијади се под појмом Хелени се подразумијевају само становници области Хеладе у Тесалији. Дакле, постојале су бар двије различите теорије о поријеклу Грка, те је тешко само на основу имена успоставити непосредну везу између историјских Ахајаца и Грка из микенског доба. На примјер, историјски Лакедемоњани су користили овај назив, али нису за себе тврдили да су у били каквој вези са Лакедемоњани који се спомињу у Илијади; употреба истог имена не значи одмах и заједничко поријекло.
Херодот и Паусанија су преносили легенду по којој су Ахајци из класичног доба првобитно живјели у Арголиди и Лаконији. Међутим, како наводи Страбон, то није оно што је Хомер имао у виду под појмом Ахајци. Ахајце су одатле наводне истјерали Дорци током Дорске најезде на Пелопонез. Ахајци су се тада преселили у област која се звала Егијалија и одатле истјерала Егијалце (касније Јонци). Јонци су се привремено населили у Атини, а Егалија је постала Ахаја.
Паусанија каже да су се Ахајцима називали они Грци који су првобитно живјели у Арголиди и Лаконији, јер су потицали од синова митског Ахаја, Архандра и Архитела. Према Паусанији, Ахај је првобитно живјео у Атици, гдје се његов отац населио након што је протјеран из Тесалије. Касније се Ахај вратио у Тесалији и оданде су Архандар и Архител отишли за Пелопонез. Наводно је из тог разлога и једна древна област у Тесалији била позната као Фтитиодска Ахаја.